# Michel Chevalier (géographe)
Pour les articles homonymes, voir Michel Chevalier et Chevalier.
Michel Chevalier  né le 13 septembre 1921 à Bar-le-Duc (Meuse) et mort le 5 mai 2003 à Dijon, est un géographe français spécialiste des Pyrénées et zones de montagne, de la Franche-Comté, de l’Ardèche, du Proche-Orient chrétien, de l’épistémologie de la géographie.

## Biographie
Michel Chevalier est le fils d'Edgar Chevalier, exploitant forestier, et de Pauline Cahen.
Il est agrégé d’histoire et de géographie en 1943 à l'université de Toulouse-II-Le Mirail, et docteur ès lettres et sciences humaines en 1953 (thèse sur La vie humaine dans les Pyrénées ariégeoises).
Il est successivement professeur aux lycées de Montauban, de Rodez et de Rennes, assistant à la faculté des lettres de Toulouse, attaché puis chargé de recherches au Centre national de la recherche scientifique, maître de conférences puis professeur de géographie à la faculté des lettres de Besançon, où il sera Doyen de 1960 à 1964.
Il est nommé recteur de l'Académie de Rouen de 1964 à 1975, puis chargé de mission aux cabinets du ministre de l’éducation René Haby et du secrétaire d'État aux Universités Jean-Pierre Soisson en 1975-76, Il est ensuite professeur et directeur de l’UER de géographie à l’université de Paris-Sorbonne.
Deux enfants Marie-Pascale et Philippe naissent de son mariage avec Anne-Marie Lachaud.

## Publications
Reprenant sa thèse, son volumineux ouvrage La vie humaine dans les Pyrénées ariégeoises paru en 1956 est une référence majeure pour l'Ariège et les Pyrénées françaises.

### Ouvrages
- La vie humaine dans les Pyrénées ariégeoises, 1956 - rééditions 1980 et 1984, Paris - éditions Génin, 1061 pages, 109 cartes et graphiques, planches photographiques. Cet ouvrage a reçu le prix Sully-Olivier de Serres.
- Histoire de Besançon, Éditions Universitaires de Besançon, 1965

- L'Ariège, photographies de Nicolas Fediaevsky, 210 pages, éditions Ouest-France, 1985.

### Articles
Ils sont nombreux, certains accessibles notamment via Google Scholar.
- Les phénomènes néo-ruraux, in L'Espace géographique, vol. 10, no 1 (janvier-mars 1981), pp. 33-47 (15 pages), éditions Belin. Accès Jstor et Lire en ligne sur Persée
- Géographie et paragéographies, in L'Espace géographique, vol. 18, no 1 (janvier-mars 1989), pp. 5-17 (13 pages), éditions Belin. Accès Jstor et Lire en ligne sur Persée

## Distinctions
- Croix de guerre 1939-1945
- Officier de la Légion d'honneur
- Officier de l'ordre national du Mérite
- Commandeur de l'ordre des Palmes académiques